# Somali (kat)
 For alternative betydninger, se Somali. (Se også artikler, som begynder med Somali)
Somalieren er en katterace, som er meget nært beslægtet med racen Abyssinier. Somalieren hører til kategorien 'semi-langhårs'-katte.
Somali-katten stammer fra Somalia. Men før racen blev anerkendt af det internationale racekatte forbund FIFe i 1982, var den at regne for en langhåret abyssinier, og denne race stammer fra området omkring det sydlige Egypten, nordlige Sudan og vestlige Etiopien – den gamle Abessinien.
Før 1982 blev somali-katten oftest regnet som et fejl-produkt i et kuld af abyssinier-killinger, og blev derfor blot neutraliseret og solgt som kælekatte.
I dag er somali-katten sin egen. Den er selvstændig race under Felis Danica, og avlsarbejde m.v. følges i Danmark nøje af SUA – specialklub for abyssinier og somali. 
Somali-kattens kælenavn er 'rævekatten' først og fremmest på grund af dens smukke, buskede hale, men også på grund af den ofte forekommende rødlige pels.
- Vildtfarvet Somali, hun

| Dyr | Spire Denne artikel om dyr er en spire som bør udbygges. Du er velkommen til at hjælpe Wikipedia ved at udvide den. |